# شورش شیخ عبیدالله نهری
شورش شیخ عبیدالله نهری اشاره به شورشی در نواحی کردنشین امپراتوری عثمانی و ایران قاجاری دارد که از سال ۱۸۸۰ تا ۱۸۸۱ میلادی به طول انجامید. رهبری این شورش با عبیدالله نهری از بزرگان نقشبندیه بود که نسب خود را از طریق فاطمه زهرا به پیامبر اسلام می‌رساند. این خانواده نفوذ بسیاری در نواحی کردنشین داشتند، کمک‌های مالی بسیاری به ایشان می‌شد و خود صاحب چندین روستا بودند و بسیاری از رهبران دیگر قبایل کرد هم از مؤمنان به ایشان بودند.
دلیل نخست شورش شیخ عبیدالله و جمع شدن کردها در کنار او برای آن بود که پس از شکست عثمانی در جنگ روسیه و عثمانی (۱۸۷۷–۱۸۷۸) و بسته شدن پیمان برلین (۱۸۷۸) اختیارات و آزادی‌های بسیاری به ارمنی‌ها و نسطوری‌ها داده شده بود که این امر مورد پسند شیخ نبود.

## شورش بر امپراتوری عثمانی
احتمالاً نخستین جرقه‌های شورش توسط ایل هرکی به دلیل اختلافاتی که با قائم‌مقام یوکسک‌اوا داشتند در سال ۱۸۷۹ میلادی زده شد. شیخ عبیدالله برای آغاز شورش پیک‌هایی را به سوی سران ایلات کرد فرستاد و توانست قوایی ۹۰۰ نفره را در عمادیه جمع‌آوری نماید که فرماندهی آن به عهده پسرش با نام عبدالقادر عبیدالله بود. عثمانی‌ها توسط دیگر رهبران کرد که رقیب عبیدالله بودند از این واقعه مطلع گشتند و نیروهای خود را به منطقه گسیل داشتند. با رسیدن قوای عثمانی شورش به سرعت سرکوب شد زیرا سران کرد آنچنان که شیخ گمان می‌کرد مورد اعتماد نبودند و ترجیح می‌دادند که با یورش و غارت قدرت شخصی خود را افزایش دهند. پس شیخ عبیدالله هم نظر خود را تغییر داد و به پادشاه عثمانی اعلام وفاداری کرد. عثمانی‌ها نیز از این تصمیم استقبال نموده و قائم‌مقام یوکسک‌اوا را برکنار نمودند و تلاش کردند تا میان شیخ و مقامات محلی عثمانی توافق برقرار شود.

## شورش بر پادشاهی قاجار

### آماده‌سازی‌ها
مدتی بعد شیخ عبیدالله با تکیه بر یاری عثمانی‌ها شورشی علیه ایران را سازمان‌دهی کرد. برای مثال عثمانی‌ها به نیروهای او اجازه دادند تا سلاح‌هایی را که در زمان جنگ روسیه و عثمانی از دولت عثمانی دریافت کرده بودند را در اختیار خویش نگه دارند. آشوری‌ها نیز برای مدتی با این شورش همراهی کردند، زیرا این راهی بود تا از مزاحمت راهزنان کرد که نه دولت ایران و نه دولت عثمانی قادر به سرکوبشان نبودند در امان بمانند. در سپتامبر ۱۸۸۰ میلادی شیخ عبیدالله در نامه‌ای به جوزف کاکرن از رفتارهای دولت قاجار که باعث ناراحتی کردها شده‌است نام برد. برنامه شورش در اوت ۱۸۸۰ میلادی طی دیداری که ۲۲۰ تن از روسای ایلات کرد با یکدیگر داشتند نهایی شد. شورشیان کرد به خوبی مسلح شده بودند و مقدار زیادی سلاح ته‌پر مارتینی–هنری داشتند.

### شورش

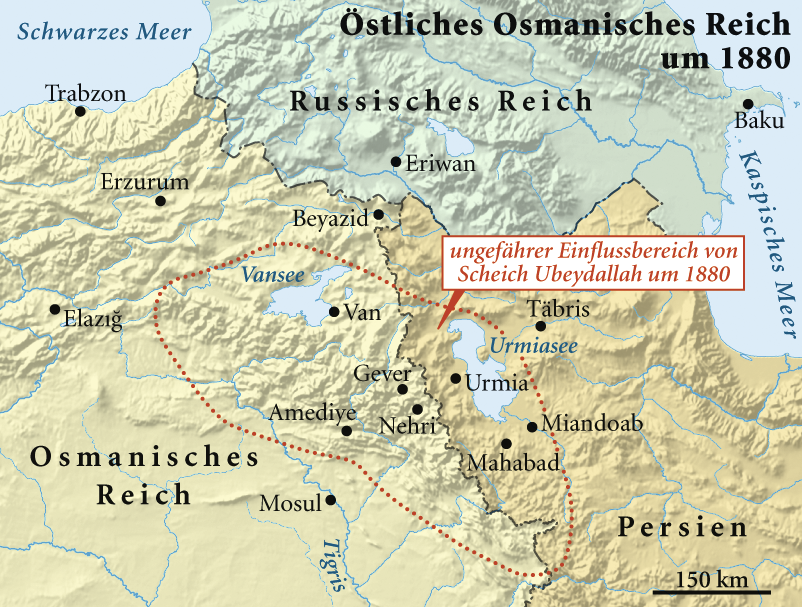
حوزهٔ تقریبی نفوذ شیخ عبیدالله نهری

۸۰ هزار شورشی کرد حرکت خود را آغاز نمودند و در آغاز موفق بودند. نیروهای شیخ عبیدالله به سه گروه بخش شده بودند. یک گروه با فرماندهی یکی از پسران شیخ به نام عبدالقادر عبیدالله به سمت مهاباد حرکت می‌کرد، گروه دوم با فرماندهی پسر دیگر شیخ به نام صدیق عبیدالله به سمت مراغه می‌رفت و فرماندهی گروه سوم که ۵۰۰۰ نفر در آن بودند با داماد شیخ به نام شیخ محمد سعید بود. نیروهای ایرانی در مقایسه با کردها از توان و تسلیحات بسیار کمتری برخوردار بودند و شهرهای مهاباد و مراغه به سرعت سقوط کردند اما شورشیان در تصرف تبریز ناکام ماندند و به جای آن دست به غارت مناطق زدند. در ارومیه نیز مردم شیعه شهر از تسلیم به شورشیان سنی سرباز زدند و تصرف آن هم برای کردها ممکن نشد.
براثر مقاومت مردم محلی، به خصوص در تبریز و ارومیه نیروهای کمکی ایرانی توانستند خود را به منطقه برسانند. شورشیان کرد ابتدا به مهاباد عقب نشستند و مدتی در آنجا مقاومت کردند اما پس از هشت هفته درگیری بالاخره شورشیان شکست خوردند و شیخ عبیدالله به نهری گریخت. شیخ سپس به استانبول رفت تا شخصاً از عثمانی‌ها تقاضای یاری نماید. عثمانی‌ها نیز علی‌رغم خطری که شیخ برای خود آن‌ها داشت نمی‌خواستند امکان استفاده از نیروهای شیخ را در صورت وقوع جنگ میان ایران و عثمانی از دست دهند، به همین سبب مذاکراتی میان عثمانی و ایران در مورد شورشیان برقرار شد.

## پس‌آیند
شیخ عبیدالله که از یاری عثمانیان ناامید گشته بود در اوت ۱۸۸۲ میلادی به نهری بازگشت. مدتی بعد در اکتبر ۱۸۸۲ میلادی با فشار دولت‌های اروپایی به دولت عثمانی شیخ عبیدالله به دلیل آزار مردمان مسیحی و به خصوص نسطوری‌ها دستگیر شد و از آنجا به حجاز تبعید گشت.